# Zjednoczeni Bracia Dnia Siódmego
Zjednoczeni Bracia Dnia Siódmego (ang. United Seventh-Day Brethren) – niewielka amerykańska wspólnota chrześcijańska zachowująca sabat dnia siódmego (w sobotę), wywodząca się z tradycji adwentystycznego Kościoła Bożego Wiary Abrahamowej.

## Historia
Wspólnota ukształtowała się w 1947 roku. Dwa zbory Kościoła Bożego oraz część wiernych z innych zborów powołało do życia nową społeczność. Organizacja powstała w wyniku rozrostu wspólnoty, działań ewangelizacyjnych oraz innych służb, w tym wydawniczej.

## Przekonania
Zjednoczeni Bracia Dnia Siódmego wierzą, iż podstawą wiary jest wyłącznie Biblia. Uznają Jezusa Chrystusa jako wiecznego Syna Bożego przez którego Bóg stworzył świat, który narodził się z dziewicy Marii, zmarł na krzyżu jako zadośćuczynienie za grzechy ludzkie i zmartwychwstał dnia trzeciego. Uważany jest za jedynego pośrednika między Bogiem a ludźmi. Zbawienie uważane jest za dar łaski Bożej, który można osiągnąć przez wiarę i osobiste nawrócenie. Zjednoczeni Bracia Dnia Siódmego wierzą w aktualność biblijnego dekalogu, w tym zachowywanie dnia sobotniego jako chrześcijańskiego święta. Przestrzegają biblijnych przepisów dietetycznych dotyczących zakazu spożywania krwi oraz mięs zwierząt nieczystych. Praktykują chrzest na wyznanie wiary poprzez zanurzenie w wodzie oraz Wieczerzę Pańską pod postaciami chleba i soku winogronowego obchodzoną dorocznie 14 nisan, której towarzyszy umywanie nóg. Przyjmują tradycyjną adwentystyczną naukę anihilacjonistyczną i kondycjonalistyczną, odrzucając koncepcję nieśmiertelnej duszy. Wierzą w bardzo bliskie powtórne przyjście Chrystusa, które rozpocznie okres Tysiącletniego Królestwa Chrystusa i jego świętych na ziemi.

## Działalność
Zbory Braci są autonomiczne i niezależne od jakichkolwiek zewnętrznych autorytetów. Zjednoczeni Bracia Dnia Siódmego wydają czasopismo pt. The Vision (Wizja) oraz inną literaturę biblijno-wyznaniową. Zgodnie z danymi z roku 1980 w skład Stowarzyszenia Generalnego Zjednoczonych Braci Dnia Siódmego wchodziło 4 zbory w stanie Iowa, Missouri, Nebrasce i Oklahomie.